# Josip Kenda (učitelj)
Josip (Jožef) Kenda, slovenski učitelj in folklorist, * 11. marec 1859, Temljine, † 17. februar 1929, Gorica.
Po končanem učiteljišču v Kopru je leta 1882 postal učitelj v Tolminu, nato v Otaležu, na Ravnah in Reki na Cerkljanskem, na Libušnjem, v Dolenji Trebuši, na Idriji ob Bači in nazadnje na Ljubinju, kjer je leta 1906 stopil v pokoj in se preselil v Gorico. Kenda je v vseh krajih kjer je služboval zapisoval narodno blago. Prve pravljice je objavil v Vrtcu in Ljubljanskem zvonu (1889) Pri raziskavah na Cerkljanskem pomagal Karlu Štreklju. V Mohorjevem goriškem koledarju za leto 1928 je objavil Tolminske pregovore in reke. V rokopisu pa je ostalo njegovo glavno delo Slovarsko gradivo s Tolminskega. 